# Генрих I (граф Бара)
Генрих I (фр. Henri I; нем. Heinrich I; 1158 — 14 или 19 октября 1190) — граф Бара и сеньор Муссона с 1170, сеньор Аманса, сын Рено II, графа Бара и сеньора Муссона, и Агнес, дочери графа Блуа Тибо IV, представитель Монбельярского дома.

## Биография
Генрих был ещё несовершеннолетним на момент смерти его отца, поэтому его мать Агнес де Блуа была регентом при нём с 1170 по 1173. Так как дед Генриха Рено I был графом Вердена, Агнес попыталась в 1172 году вернуть графство Верден, но епископ епископ Вердена Альбер де Шини, который приходился двоюродным братом Генриху по материнской линии, противился ей. В ответ, Агнес разорила епископство, в результате чего её и Генриха отлучили от церкви. В 1177 году Агнес была вынуждена покориться.
В 1178 году епископ Туля Пьер де Бриксе начал строительство замка в Левердене, с разрешения герцога Лотарингии Симона II. Потрясенный масштабами задачи, он поручил строительство Генриху, чем тот и воспользовался. Это не подорвало хороших отношений с герцогом, хотя тот мог чувствовать угрозу со стороны замков Левердена, Аманса и Муссона.
По материнской линии, Генрих был двоюродным братом Филиппа II, короля Франции, и присутствовал на его коронации 1 ноября 1179 года в Реймсе. Филиппа короновал дядя Генриха Гильом Белые Руки, кардинал и архиепископ Реймса.
После падения Иерусалима в 1187 году, Генрих присоединился к Третьему крестовому походу. В середине 1189 года он присоединился к армии Филиппа II и короля Англии Ричарда I. Прибыв в распавшееся Иерусалимское королевство, он принял участие в осаде Акры. Летом 1190 года Генрих присоединился к его дядям Тибо V де Блуа и Этьену I де Сансерру и его двоюродному брату Генриху II Шампанскому. 4 октября 1190 года Рено был тяжело ранен в битве с Саладином и скончался от ран через несколько дней.
Рено не был женат и не имел детей. Ему наследовал его брат Тибо I.